# Dr. Sommerfeld - Neues vom Bülowbogen
Dr. Sommerfeld - Neues vom Bülowbogen è una serie televisiva tedesca prodotta dal 1997 al 2004 dalla Neue Filmproduktion TV e nata come spin-off della serie televisiva Praxis Bülowbogen. Protagonista della serie, nel ruolo del Dottor Peter Sommerfeld, è l'attore Rainer Hunold; altri interpreti principali sono Michèle Marian, Alina Merkau, Gudrun Okras, Sybille Heyen, Marijam Agischewa, Tanja Geke e Nana Spier.
La serie consta di 7 stagioni per un totale di 139 episodi della durata di 45 minuti ciascuno.
La serie è stata trasmessa in prima visione dall'emittente televisiva ARD 1 (Das Erste). Il primo episodio, intitolato Der neue Doktor, è andato in onda in prima visione il 16 ottobre 1997, l'ultimo, intitolato Adieu, Berlin!, fu trasmesso in prima visione il 14 dicembre 2004.

## Trama
Berlino: il Dottor Peter Sommerfeld prende il posto del Dottor Brockmann, andato in pensione. Assieme a lui, lavorano la praticante Uschi, Suor
Elke e il tecnico di laboratorio Sabine.
Sommerfeld è sposato con Claudia e ha una figlia di undici anni di nome Nina. Con loro vive l'anziana governante Hanna Schulze.
In seguito, Sommerfeld divorzierà da Claudia e si fidanzerà con Katja Franke.

## Episodi
| Stagione         | Episodi | Prima TV Germania | Prima TV Italia |
| ---------------- | ------- | ----------------- | --------------- |
| Prima stagione   | 20      | 1997-1998         | inedita         |
| Seconda stagione | 21      | 1998-1999         | inedita         |
| Terza stagione   | 21      | 1999-2000         | inedita         |
| Quarta stagione  | 21      | 2000-2001         | inedita         |
| Quinta stagione  | 22      | 2002              | inedita         |
| Sesta stagione   | 21      | 2003              | inedita         |
| Settima stagione | 13      | 2004              | inedita         |